# Pahang
| Tôn giáo tại Pahang (2010)      | Tôn giáo tại Pahang (2010)      | Tôn giáo tại Pahang (2010) | Tôn giáo tại Pahang (2010) | Tôn giáo tại Pahang (2010) |
| ------------------------------- | ------------------------------- | -------------------------- | -------------------------- | -------------------------- |
| Tôn giáo                        | Tôn giáo                        |                            | Tỷ lệ                      | Tỷ lệ                      |
| Hồi giáo                        | Hồi giáo                        |                            | 74.9%                      | 74.9%                      |
| Phật giáo                       | Phật giáo                       |                            | 14.4%                      | 14.4%                      |
| Hindu giáo                      | Hindu giáo                      |                            | 4.0%                       | 4.0%                       |
| Không tôn giáo                  | Không tôn giáo                  |                            | 2.7%                       | 2.7%                       |
| Công giáo                       | Công giáo                       |                            | 1.9%                       | 1.9%                       |
| Khác                            | Khác                            |                            | 0.9%                       | 0.9%                       |
| Vô thần                         | Vô thần                         |                            | 0.7%                       | 0.7%                       |
| Tôn giáo truyền thống Trung Hoa | Tôn giáo truyền thống Trung Hoa |                            | 0.5%                       | 0.5%                       |

Pahang (phát âm tiếng Mã Lai: [paˈhaŋ]; Jawi: ڤهڠ), tên chính thức Pahang Darul Makmur với kính danh tiếng Ả Rập Darul Makmur (Jawi: دار المعمور, "Nơi của sự thanh bình") là một Hồi quốc và một bang của Malaysia. Với diện tích 35.840 km2, đây là bang rộng thứ ba của Malaysia, sau Sarawak và Sabah, và rộng nhất Malaysia bán đảo. Bang này chiếm chừng 10,9% tổng diện tích Malaysia. Tuy vậy, với dân số 1,63 triệu dân, đây chỉ là bang đông dân thứ chín. Thủ phủ và thành phố lớn nhất của Pahang là Kuantan.
Bang này chứa đựng lưu vực sông Pahang khá rộng lớn. Pahang tiếp giáp với Kelantan về phía bắc, giáp Perak, Selangor, Negeri Sembilan về phía tây, giáp Johor về phía nam, giáp Terengganu và Biển Đông về phía đông. Thủ phủ hoang gia và nơi ở của Sultan Pahang nằm ở Pekan. Những đô thị lớn khác là Temerloh, Bentong, Genting Highlands và Bukit Tinggi.